# Костурино (община Струмица)
Вижте пояснителната страница за други значения на Костурино.
Костурино (на македонска литературна норма: Костурино) е село в община Струмица на Северна Македония.

## География
Селото е разположено в източната част на котловината Песо поле, в североизточната част на Плавуш.

## История
На 3,5 километра северно от селото в местността Василица са локализирани останки от късноантична и средновековна крепост. Според Иван Микулчич етимологията на името Костурино е от средногръцкото кастрон – крепост.
През XIX век селото е чисто българско. В „Етнография на вилаетите Адрианопол, Монастир и Салоника“, издадена в Константинопол в 1878 година и отразяваща статистиката на населението от 1873 година, Костурино (Costourino) е посочено като село със 102 домакинства, като жителите му са 330 българи. Между 1896 и 1900 година селото преминава под върховенството на Българската екзархия. Според статистиката на Васил Кънчов („Македония. Етнография и статистика“) от 1900 година Кастрино е населявано от 790 жители, всички българи християни.
В началото на XX век на практика цялото село е под върховенството на Българската екзархия. По данни на секретаря на екзархията Димитър Мишев („La Macédoine et sa Population Chrétienne“) през 1905 година в селото има 936 екзархисти и 5 гърци. Там функционира българско начално училище.
При избухването на Балканската война 11 души от Костурино са доброволци в Македоно-одринското опълчение.
В началото на Балканската война, жители на Костурино се присъединяват към ВМОРО. Местните власти обвиняват десетина такива в саботаж. В началото на ноември 1912 година, заптиета и аскер ги отвеждат в плен на място извън селото, където ги избиват. Семействата издирват избитите и след като ги намират, ги погребват. След това събитие още по-голям брой жители на селото помагат на ВМОРО. Заптиетата в местният караул и аскер от Струмица пленяват около 70 жители на селото, които отвеждат в Дойран, където ги затварят в изба. В деня, в който е трябвало да бъдат избити, пленниците са освободени от началника на полицията в Дойран Етем Аджи Алиев и кмета на Дойран Керичов. Междувременно, мухаджири идват в Костурино и нападат и избиват жители на селото.
Според преброяването от 2002 година селото има 1280 жители.
Според данните от преброяването през 2021 г. Костурино има 895 жители.
| Националност     | Всичко |
| северномакедонци | 803    |
| албанци          | 4      |
| турци            | 0      |
| роми             | 0      |
| власи            | 0      |
| сърби            | 2      |
| бошняци          | 0      |
| други            | 86     |

В селото има основно училище „Даме Груев“, поща, аптека и футболен клуб Голак.

## Личности
Родени в Костурино
- Атанас Грънчаров, български революционер от ВМРО[12]
- Васил Касапов, български революционер, деец на ВМРО[13]
- Васил Костадинов, български революционер от ВМРО[12]
- Васил Лопула, български революционер от ВМРО[12]
- Гоно Трайков (1899 – 1932), български революционер от ВМРО
- Петър Петков, български революционер от ВМРО[12]
- Тимчо Коцев, български революционер от ВМРО[12][14]
- Тимчо Тимов, български революционер от ВМРО[12]

Починали в Костурино
- Иван Русев Войнов, български военен, подпоручик, загинал през Първата световна война[15]
- Никола Мандалов (1919 – 1944), югославски партизанин, Струмишки партизански отряд[16]
- Стефко (Стойко) Юрданов Тонев, български военен, запасен подпоручик, загинал през Първата световна война[17]

Македоно-одрински опълченци от Костурино
- Атанас (Наце) Стамков (о. 1886 – ?), III отделение, 2-ра отделна партизанска рота (на Христо Чернопеев), 3-та рота на 4-та битолска дружина[18]
- Григор Апостолов (Постолов) (о. 1893 – ?), 1-ва рота на 3-та солунска дружина, ранен на 6 юли 1913 година[19]
- Григор Христов, 1-ва рота на 8-а костурска дружина[20]
- Евтим Христов (о. 1888 – ?), чета на Христо Чернопеев, 3-та рота на 4-та битолска дружина[21][22]
- Коце Евтимов (о. 1884 – ?), II отделение, 2-ра отделна партизанска рота (на Христо Чернопеев), 3-та рота на 4-та битолска дружина[22][23]
- Коце Кръстев (о. 1886 – ?), 3-та рота на 4-та битолска дружина[22][24]
- Коце Христов (о. 1887 – ?), 2-ра отделна партизанска рота (на Христо Чернопеев), чета на Панайот Карамфилов[25]
- Мано (Моно) Ангелов (о. 1890 – ?), 2-ра рота на 3-та солунска дружина, ранен на 6 юли 1913 година[26]
- Насо Костурски, чета на Михаил Думбалаков[27]
- Тане (Мане) Манев (Танев), чета на Милан Матов[28]
- Танчо (Тане) Митев (о. 1887 – ?), чета на Панайот Карамфилов, 4-та битолска дружина, ранен на 9 юли 1913 година[29]